# Acuerdos de la Mesa Redonda

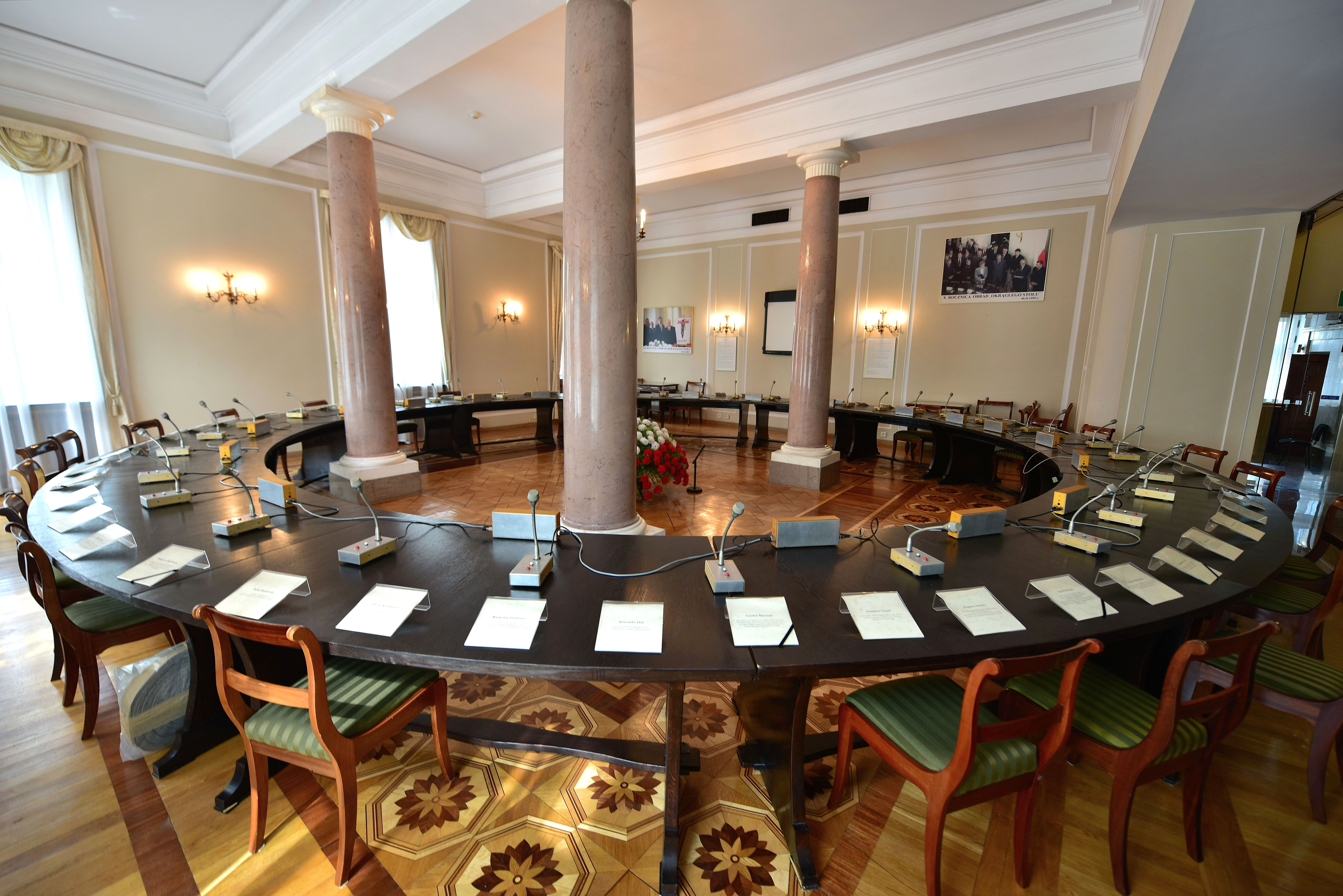
La mesa original de las negociaciones conservada en el Palacio Presidencial de Varsovia.

Los Acuerdos de la Mesa Redonda fueron unas conversaciones hechas en Varsovia, Polonia, del 6 de febrero al 4 de abril de 1989. El gobierno socialista inició la discusión con el Sindicato Solidaridad (en polaco Solidarność) y otros grupos de oposición en un intento para desactivar el creciente malestar social. Las consecuencias fueron la celebración de las primeras elecciones generales libres desde la Segunda Guerra Mundial, el 4 de junio del mismo año, y la toma de posesión el 24 de agosto del sindicalista Tadeusz Mazowiecki como primer ministro, el primero no comunista desde 1948.

## Historia
Tras las huelgas de fábricas de inicios de la década de 1980 y la subsecuente formación del movimiento Solidaridad bajo el lideazgo de Lech Wałęsa la situación política en Polonia estaba relajada. En un intento del gobierno para parar los sentimientos anticomunistas el movimiento ganó mucho en ese momento. En adición fue el miedo a un estallido social esperara a un mal político y una inflación galopante de los estándares polacos y se degeneró públicamente en furia y frustración; la Ley Marcial en Polonia (1980-1983) ilegalizó a Solidaridad encarcelando a sus líderes. En 1988 las autoridades decidieron discutir seriamente con la oposición.
En septiembre del mismo año, cuando una ola de protestas estaba próxima a terminar, hubo una reunión secreta que incluyó entre otros al líder opositor Lech Wałęsa y el ministro del Interior Czesław Kiszczak. Ellos acordaron formar la celebración de las conversaciones de la “Mesa Redonda” -llamadas así por la mesa redonda de las negociaciones- en el futuro cercano para planear el curso de acción en el país. El 18 de diciembre Wałęsa fundó el Comité Ciudadano Solidaridad. Las negociaciones comenzaron el 6 de febrero de 1989 a las 9:23 p. m. entre las facciones de la opositora Solidaridad y del gobierno en la Oficina del Consejo de Ministros, en la capital, Varsovia, y las reuniones fueron codirigidas por Wałęsa y Kiszczak.
Los comunistas del Partido Obrero Unificado de Polonia (POUP), liderados por el general Wojciech Jaruzelski, esperaban para cooperar con los prominentes líderes opositores entre el grupo dirigente sin mayores cambios en la estructura de poder político. En realidad los acuerdos alteraron radicalmente la forma del gobierno polaco y la sociedad. Los eventos en Polonia precipitaron la caída del bloque comunista de Europa oriental ese mismo año en un efecto dominó; el Acuerdo de Yalta se cayó tras los eventos en Polonia.[cita requerida]

## Sesiones
Las sesiones se dividieron en tres grandes grupos de trabajo:[cita requerida]
- Grupo de reforma política.
- Grupo de pluralismo político.
- Grupo de temas económicos y sociales.

Temas específicos serían tratados por esos grupos. Las reuniones a menudo estuvieron a punto de suspenderse. Esto fue causado por una mutua desconfianza entre las facciones y una reticencia obvia de la facción gubernamental a renunciar al poder. Las cuestiones más controvertidas fueron:[cita requerida]
- Subida de salarios e indemnización
- Futuras elecciones plurales.
- Límite del periodo de mandato del futuro presidente.
- Límite de competencia para el futuro Sejm (Parlamento polaco) y el Senado de Polonia.
- El acceso a los medios de comunicación por la oposición.

Un número de organizaciones opositoras radicales se opusieron a las reuniones. Ellas decían que no había nada en las buenas intenciones del sitio del gobierno. Un número de documentos importantes fueron firmados el 4 de abril de 1989 en la conclusión de las sesiones. Esos documentos se conocen como los Acuerdos de la Mesa Redonda.

## Resultados
Los acuerdos se firmaron el 4 de abril, Las más importantes demandas, incluyendo las que se reflejaron en la Novelización de abril, fueron:
- Legalización de los sindicatos de trabajadores independientes.
- La introducción de la Oficina del Presidente (que anuló el poder del secretario general del POUP).
- La formación del Senado.

Como resultado, el poder político real fue investido en la recién creada legislatura bicameral y en un presidente que es el jefe ejecutivo. Solidaridad surgió como un legítimo y legal partido político; se aprobó la libre elección del 35% de los escaños en el Sejm y todos los escaños del Senado. Las primeras elecciones generales libres fueron una gran victoria para Solidaridad: 99 de 100 escaños del Senado (el restante lo ocupó un candidato independiente, también opositor al régimen) y ganaron 160 de los 161 escaños disponibles creados en el Sejm (el escaño restante lo obtiene un candidato comunista) que tenía 299. Jaruzelski fue el único por el POUP que ganó por un solo voto en el Parlamento. La división 65–35 fue abolida tras las elecciones y el primer jefe de gobierno no comunista en 41 años, Tadeusz Mazowiecki, tomó posesión el 24 de agosto y forzó elecciones presidenciales en mayo de 1990 en las que Wałęsa fue elegido Presidente de Polonia y Jaruzelski renunció a su cargo.
Las sesiones de la Mesa Redonda fueron momentos de importancia para los futuros acontecimientos en Polonia. Ellas abrieron el camino a una república multipartidista y supusieron el fin del estado socialista instalado.

## Negociadores de oposición
- Piotr Baumgart
- Zbigniew Bujak
- Andrzej Celiński
- Jan Dworak
- Marek Edelman
- Władysław Frasyniuk
- Bronisław Geremek
- Jarosław Kaczyński
- Lech Kaczyński
- Krzysztof Kozłowski
- Wiktor Kulerski
- Zofia Kuratowska
- Jacek Kuroń
- Bogdan Lis
- Maciej Chomicz
- Tadeusz Mazowiecki
- Jacek Merkel
- Adam Michnik
- Jan Olszewski
- Janusz Onyszkiewicz
- Alojzy Pietrzyk
- Jan Rokita
- Janusz Sanocki
- Krystyna Starczewska
- Andrzej Stelmachowski
- Jerzy Turowicz
- Lech Wałęsa
- Andrzej Wielowieyski
- Jan Kobylanski

## Negociadores del gobierno
- Władysław Baka
- Włodzimierz Cimoszewicz
- Stanisław Ciosek
- Kazimierz Cypryniak
- Andrzej Gdula
- Czesław Kiszczak
- Mikołaj Kozakiewicz
- Aleksander Kwaśniewski
- Leszek Miller
- Łukasz Mielczarek
- Bartłomiej Juwa
- Alfred Miodowicz
- Andrzej Olechowski
- Józef Oleksy
- Janusz Reykowski
- Marcin Święcicki

## Críticas
Andrzej Gwiazda, que fue uno de los líderes de la llamada “Primera Solidaridad” (agosto de 1980-diciembre de 1981), reclamó que los Acuerdos de la Mesa Redonda y las negociaciones que se harían antes en un centro de conferencias del Ministerio del Interior y Administración (de 1988 a inicios de 1989) en la aldea de Magdalenka fueron arregladas por Moscú. Según Gwiazda, que dijo no tomar parte en las negociaciones, los soviéticos “seleccionaron un grupo de activistas opositores, para hacerse pasar como representantes de toda la sociedad [polaca], y hacer un trato con ellos”. Esta noción fue apoyada por Anna Walentynowicz, quien en una entrevista en 2005 que los acuerdos fueron un “suceso de los comunistas, no de la nación”; según ella Kiszczak y Jaruzelski, que iniciaron las negociaciones, “salvaguardaron su propia seguridad e influencia en el gobierno”. Walentynowicz afirmó que las conversaciones se organizaron pensando en el futuro, “ningún comunista, asesino o ladrón, pagará por sus crímenes”.
Antoni Macierewicz consideró las negociaciones y los acuerdos como un “clásico complot soviético de los servicios secretos”. En su opinión Kiszczak y Jaruzelski hicieron “cada fase estuvo controlada por sus soviéticos supervisores (…) y su autonomía fue mínima”. Como Macierewicz dijo en febrero de 2009, la Mesa Redonda fue un “suceso táctico de las partes de las élites, pero desde el punto de vista de los intereses nacionales de Polonia, fue fallido”.
Piotr Bączek del semanario Gazeta Polska escrito a mediados de los años 80, llamó comunista al “Equipo de tres” (Jerzy Urban, el general Władysław Pożoga y Stanisław Ciosek), sugiriendo que entre los activistas de la oposición, “buscados por el pueblo, que son políticamente disponible” debieron de iniciarse como “opositores del ayer, al entrar al poder, convirtiéndose en aliados celosos”. En junio de 1987 Mieczysław Rakowski, en un reporte manual al general Jaruzelski, escribió “un cambio en la actitud hacia la oposición debe de iniciar (…) Tal vez, fuera de numerosas facciones opositoras, un movimiento debe ser seleccionado y formar parte en el gobierno.” La opinión de Bączek por Filip Musiał, un historiador de la oficina en Cracovia del Instituto del Recuerdo Nacional (IRN). En junio de 2008 Musiał estimó que el “Equipo de tres” fue ordenado para hacer una solución al problema que tenía el gobierno polaco; la situación económica fue peor en la década de 1980 y la amenaza de un estallido social fue real. Con el tiempo los comunistas dijeron que no renunciarían al poder, se prepararon, en palabras de Musiał “una operación mercantil política”. Musiał dijo que el general Czesław Kiszczak decidió que activistas opositores eran “políticamente confiables” -la condición era que los candidatos apoyaran la “evolución” del sistema, no su “rechazo radical”. Por lo tanto entre muchos activistas opositores, que tomaron parte en las negociaciones, había aquellos que tenían diferentes puntos de sus vidas para cerrar la doctrina marxista o pertenecer al POUP. Además todos los participantes fueron inspeccionados por los servicios secretos; como resultado Polonia fue “el primer país de Europa oriental, en el cual se iniciaron, pero a la vez el último, en completar elecciones libres organizadas al final de 1991”. Janusz Korwin-Mikke reclamó que uno de los resultados de los Acuerdos de la Mesa Redonda fue que ambas partes prometieron “que los partidos de derecha nunca serían reconocidos para gobernar”, y Jan Olszewski dijo que “las emisiones básicas fueron estables antes [de las conversaciones] y las negociaciones en la Mesa Redonda fueron sobre cuestiones secundarias.